# شعب يوليو (رواية)
شعب يوليو (بالإنجليزية: July's People) هي رواية للكاتبة الجنوب أفريقية والحاصلة على جائزة نوبل نادين غورديمير، نشرت عام 1981، لأول مرة عن دار نشر رافن وتاوروس في جنوب أفريقيا، وجوناثان كيب في المملكة المتحدة وفايكنغ بريس في الولايات المتحدة.ترجمها للعربية أحمد هريدي وصدرت عن الهيئة المصرية العامة للكتاب سنة 1993. وتُعد من أبرز أعمالها في تمثيل التحولات السياسية والاجتماعية في جنوب أفريقيا في لحظة متخيلة من الانهيار العنيف لنظام الفصل العنصري. تستكشف الرواية في قالب استعاري أزمة الهوية العرقية، والسلطة، والعلاقات بين البيض والسود في سياق مجتمع ما بعد الاستعمار.

## نبذة
جاءت الرواية في وقت كانت جنوب أفريقيا تمر بمرحلة غليان سياسي، إثر تصاعد المقاومة الداخلية ضد نظام الأبارتايد، خاصة بعد انتفاضة سويتو عام 1976، وما أعقبها من قمع وحشي وتضييق على الحريات. تخيّلت غورديمير سيناريو مستقبلياً حيث تندلع حرب أهلية تؤدي إلى انهيار الحكم الأبيض، وتجبر عائلة من الطبقة الوسطى البيضاء على اللجوء إلى قرية خادمهم الأسود، يوليو، لتبدأ علاقة جديدة مضطربة بين السيد والخادم، في ظل انقلاب الأدوار الاجتماعية والاقتصادية.تدور الرواية حول عائلة «سمايلز» البيضاء الليبرالية، المكونة من الزوج بايم، زوجته مورين، وأطفالهما الثلاثة، الذين يفرّون من جوهانسبرغ وسط اضطرابات دموية تُنهي حكم البيض، ويلجؤون إلى قرية خادمهم الأسود، يوليو، في الريف. هناك، ينقلب الوضع، إذ يصبح يوليو هو الحامي والوسيط الوحيد مع المجتمع المحلي، بينما تفقد العائلة البيضاء امتيازاتها شيئًا فشيئًا.ومن خلال تفاعل أفراد العائلة مع البيئة الجديدة ومع يوليو، تكشف الرواية عن هشاشة القيم الليبرالية، وعدم قدرة البيض حتى المتعاطفين مع السود على التكيّف مع فقدان السيطرة. تُصوّر مورين بشكل خاص كيف تتفكك هويتها، وكيف تعجز عن بناء علاقة متساوية مع يوليو، رغم كل مزاعمها السابقة بالمساواة.

## الشخصيات الرئيسية
- مورين سمايلز: الزوجة والأم، تمثل النموذج الليبرالي الأبيض الذي يدعي تفهم معاناة السود، لكنها تجد نفسها عاجزة في غياب امتيازاتها.
- بايم سمايلز: زوج مورين، رمز للرجل الأبيض الذي يفقد سلطته، ويستسلم للواقع الجديد في صمت.
- يوليو: الخادم الأسود الذي يكتسب سلطة ضمنية نتيجة تحكمه بوسائل العيش في قريته، لكنه يظل أسيرًا لعلاقة معقدة مع أسياده السابقين.
- أطفال عائلة سمايلز: يمثلون الجيل الجديد الذي يواجه واقعًا مغايرًا للتراتبية التي نشؤوا فيها.

## الموضوعات
الرواية تُبرز من خلال المفارقة انهيار التراتبية العرقية القائمة، حيث تتحول موازين القوة بين البيض والسود، فيصبح الخادم موجهًا والمالك تابعًا، ما يعكس ارتباكًا عميقًا ناجمًا عن انهيار بنية السلطة المبنية على العرق دون أن تحتفي بثورة واضحة. كما تقدم الرواية نقدًا لليبرالية البيضاء التي تدعي معارضتها للفصل العنصري لكنها تفشل في تصور واقع تخلو فيه من امتيازاتها؛ إذ تعجز مورين، بطلة الرواية، عن التواصل مع يوليو إلا ضمن إطار السلطة السابقة، ما يعكس فشلها في تقبل المساواة الحقيقية. وعلاوة على ذلك، تكشف الرواية أن التحول إلى الديمقراطية في جنوب أفريقيا لا يقتصر على مؤسسات الدولة فقط، بل يتطلب إعادة تشكيل العلاقات العرقية والنفسية بين المجموعات المختلفة، إذ تبقى الثقة والكرامة والذاكرة معطوبة ما لم تُعالَج جذور الصراع العرقي بعمق.

## القراءة النقدية
أثارت الرواية نقاشًا واسعًا، إذ اعتُبرت تنبؤية بشكل مذهل لانهيار الأبارتايد الذي تحقق لاحقًا في بداية التسعينات. كما وُصفت بأنها «رواية غير مريحة» لأنها أجبرت القارئ الأبيض على مواجهة حقيقة موقعه في منظومة القمع، دون تقديم حلول سهلة أو نهايات مطمئنة.في تحليل مقارن بين شعب يوليو و رواية «العار» لكويتزي، يشير بعض النقاد إلى أن الروايتين تتعاملان مع إرث الأبارتايد من زاويتين مختلفتين: غورديمير من موقع ليبرالي نقدي، وكويتزي من موقع وجودي أخلاقي، لكنهما يشتركان في كشف فشل المجتمع في تحقيق تحول ديمقراطي شامل.

## روابط خارجية
- شعب يوليو على موقع الموسوعة البريطانية (الإنجليزية)